# Puccinia malvacearum
Puccinia malvacearum är en svampart som beskrevs av Bertero ex Mont. 1852. Puccinia malvacearum ingår i släktet Puccinia och familjen Pucciniaceae.   Inga underarter finns listade i Catalogue of Life.

## Externa länkar

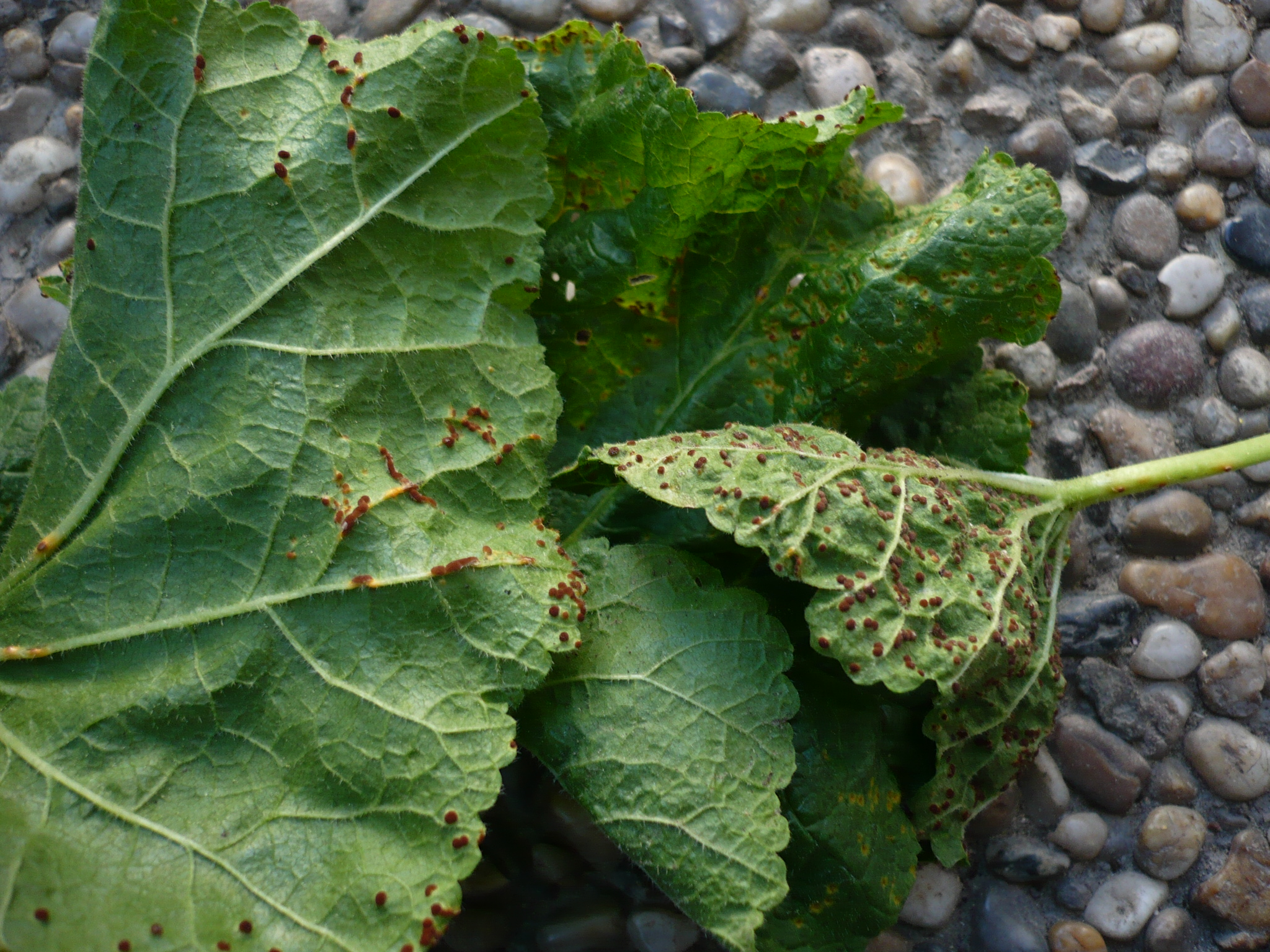
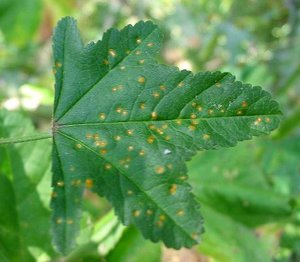